# Paraplectonema pendunculatum
Paraplectonema pendunculatum är en rundmaskart som först beskrevs av Hoffmanner 1913.  Paraplectonema pendunculatum ingår i släktet Paraplectonema och familjen Leptolaimidae. Inga underarter finns listade i Catalogue of Life.